# Macizo de Anaga

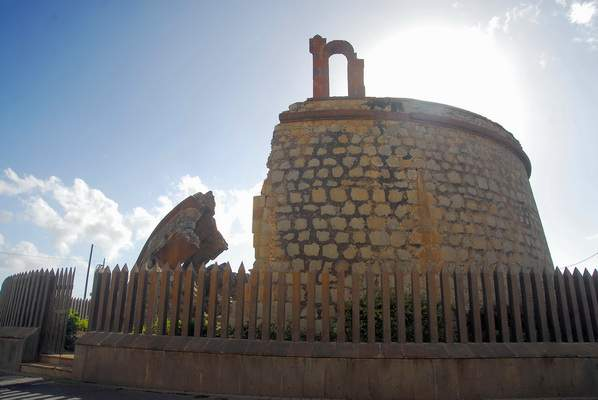
San Andrés kastély

A Macizo de Anaga egy hegyvidéki terület a Kanári-szigetekhez tartozó Tenerife északkeleti részén. Legmagasabb pontja az 1024 méter magas Cruz de Taborno. Az északkeleti részén lévő Punta de Anagától a délnyugaton lévő Cruz del Carmenig terül el. Ez a sziget legkorábban kialakult része, és a hegységben találhatók Bichuelo, Anambro, Chinobre, Pico Limante, Cruz de Taborno és Cruz del Carmen csúcsai, amelyeket vulkáni kitörések hozták létre 7 - 9 millió évvel korábban. 1987-ben Természetvédelmi parknak minősítették, amelyet 1994-ben "Vidéki parkká" minősítettek át. 2015 óta Bioszféra rezervátumnak is minősül.
Ez egy elzárt és vad terület, amelyre a sok csapadékkal táplált babérlombú erdők jellemeznek. Az őshonos fajok között van a Ceropegia dichotoma, Ceropegia fusca és az Echium virescens. A Macizo de Anaga területéről számos régészeti lelet is előkerült, mint például a guancs San Andrés-i múmia.
Macizo de Anaga legfontosabb települései San Andrés, Taganana és Igueste de San Andrés. A hegyen van egy "El Bailadero" nevű hely, ahol a hiedelmek szerint Anaga boszorkányai gyakorolták bűbájaikat és egy máglya körül táncoltak.

## Lásd még
- Roques de Anaga

## Fényképek

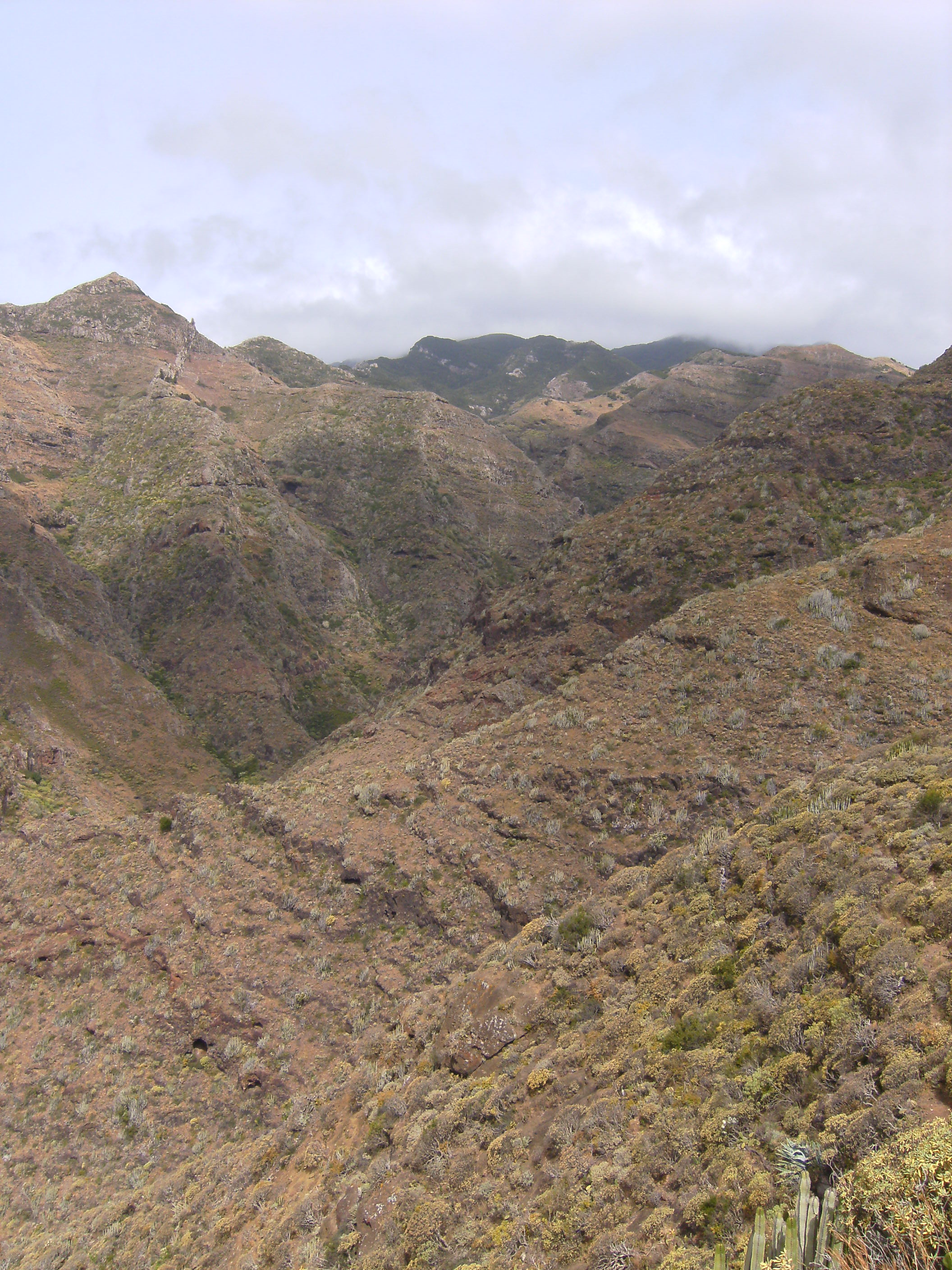
Barranco de Ijuana
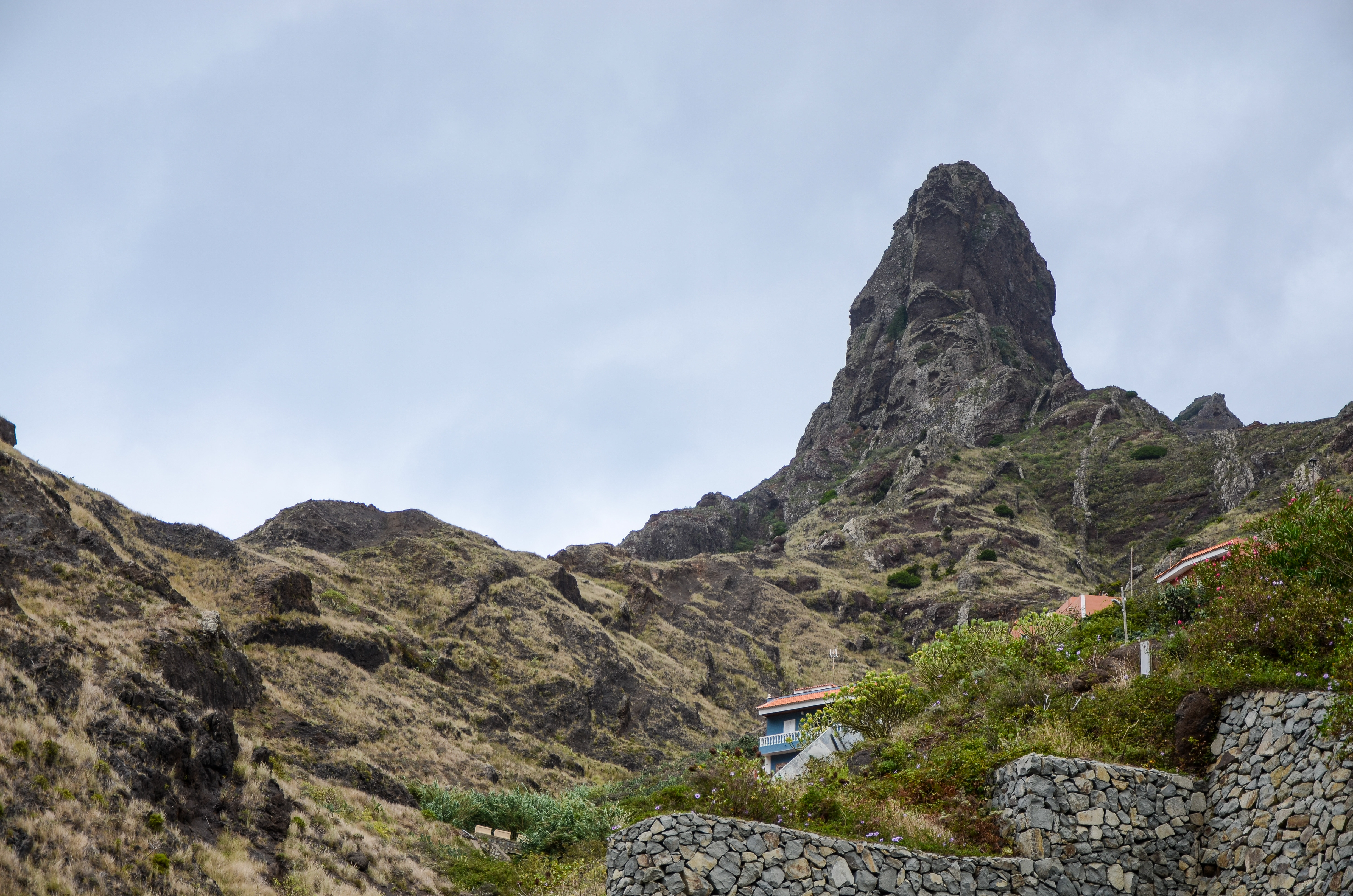
Cruz del Carmen
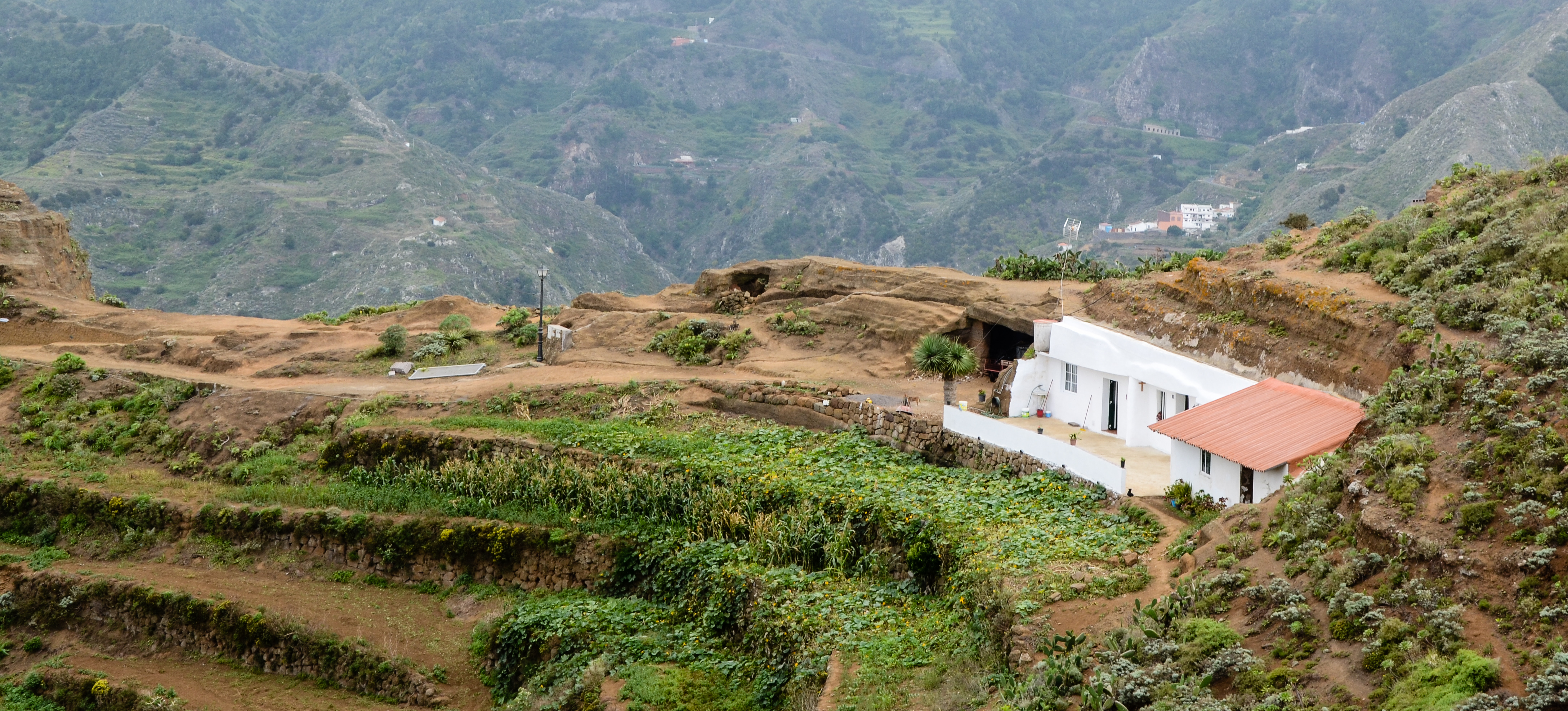
Cuevas de Chinamada
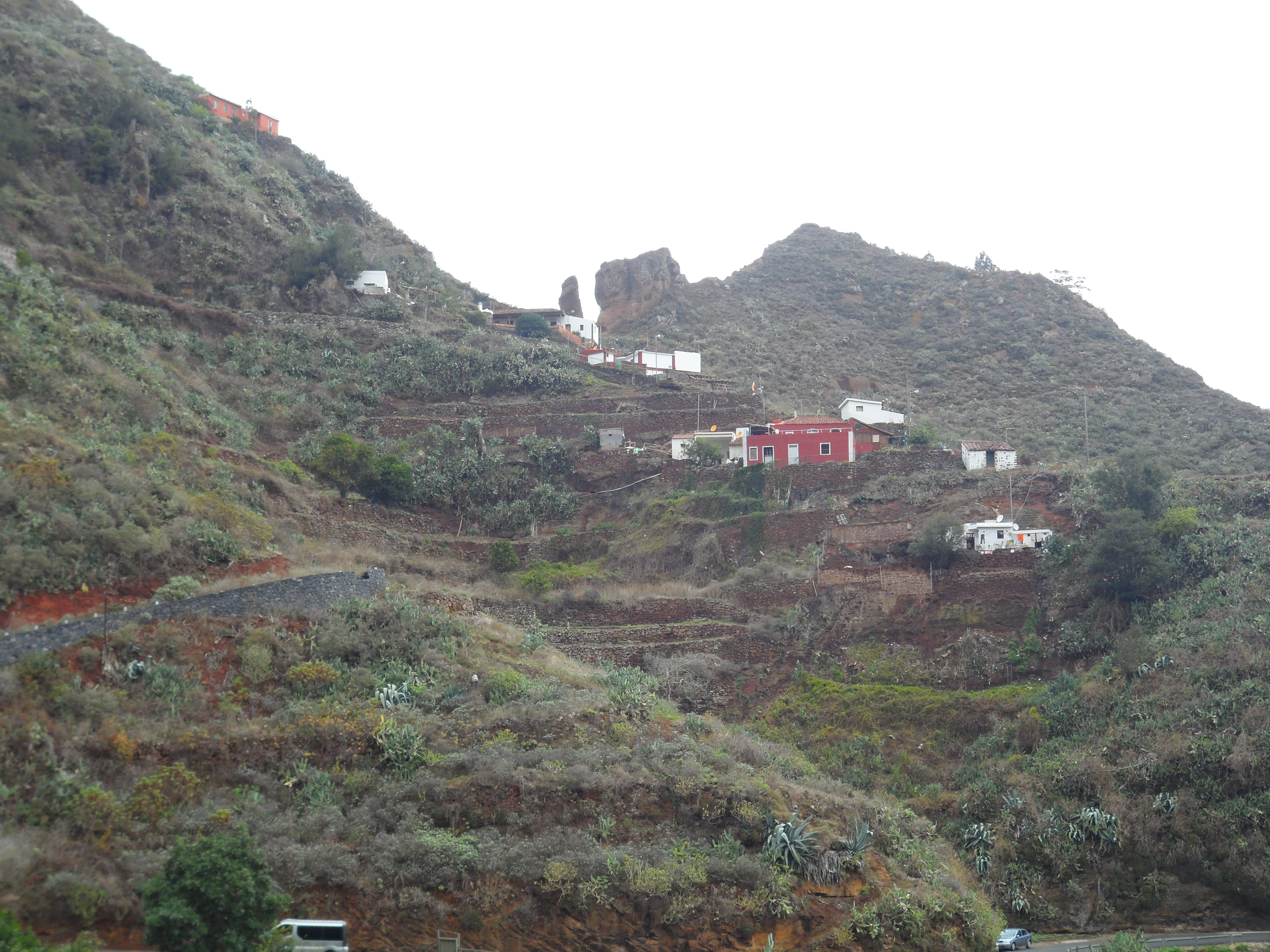
El Roque Milano
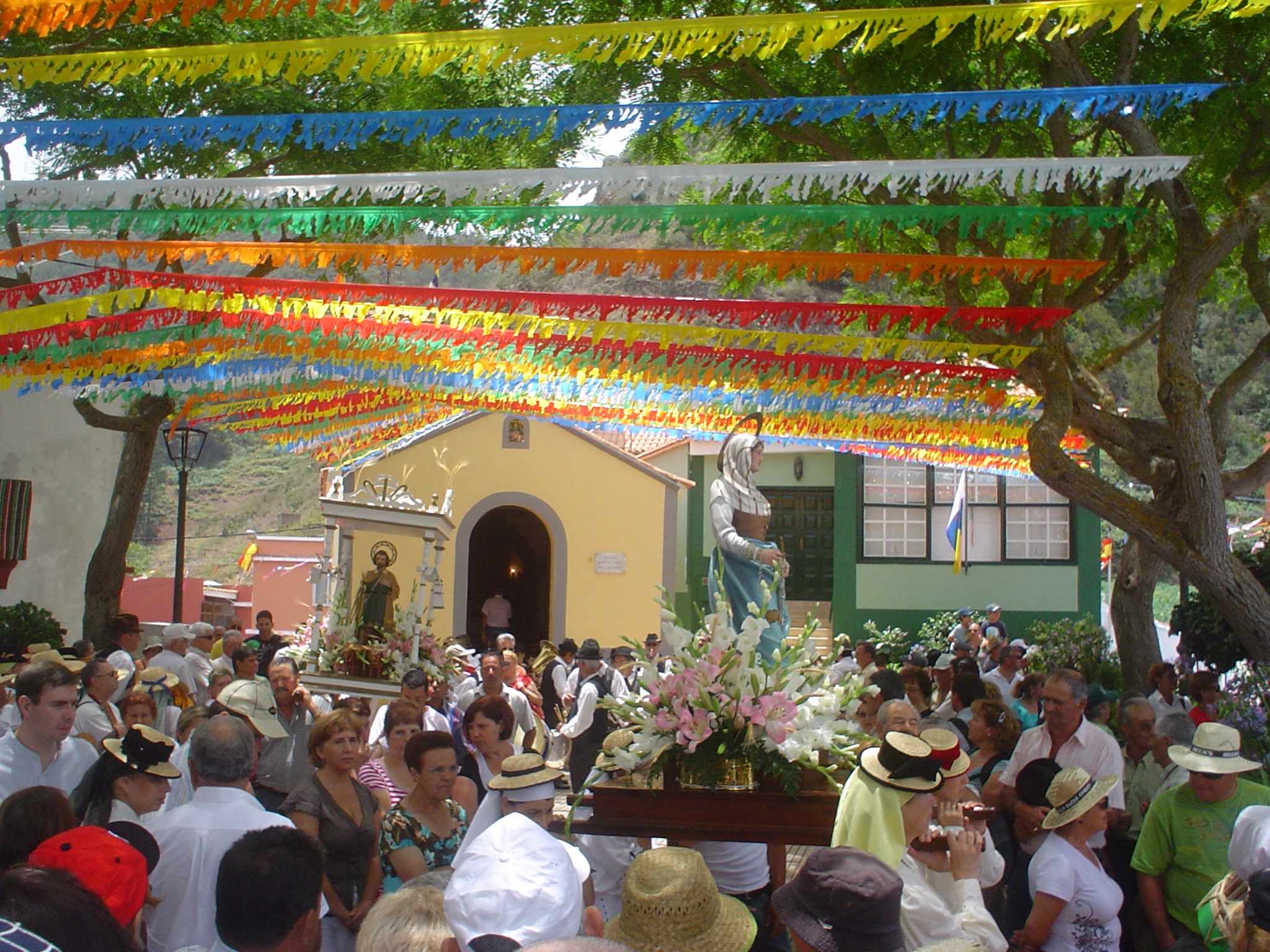
Fiesta de Las Carboneras (A szénégetők fesztiválja)
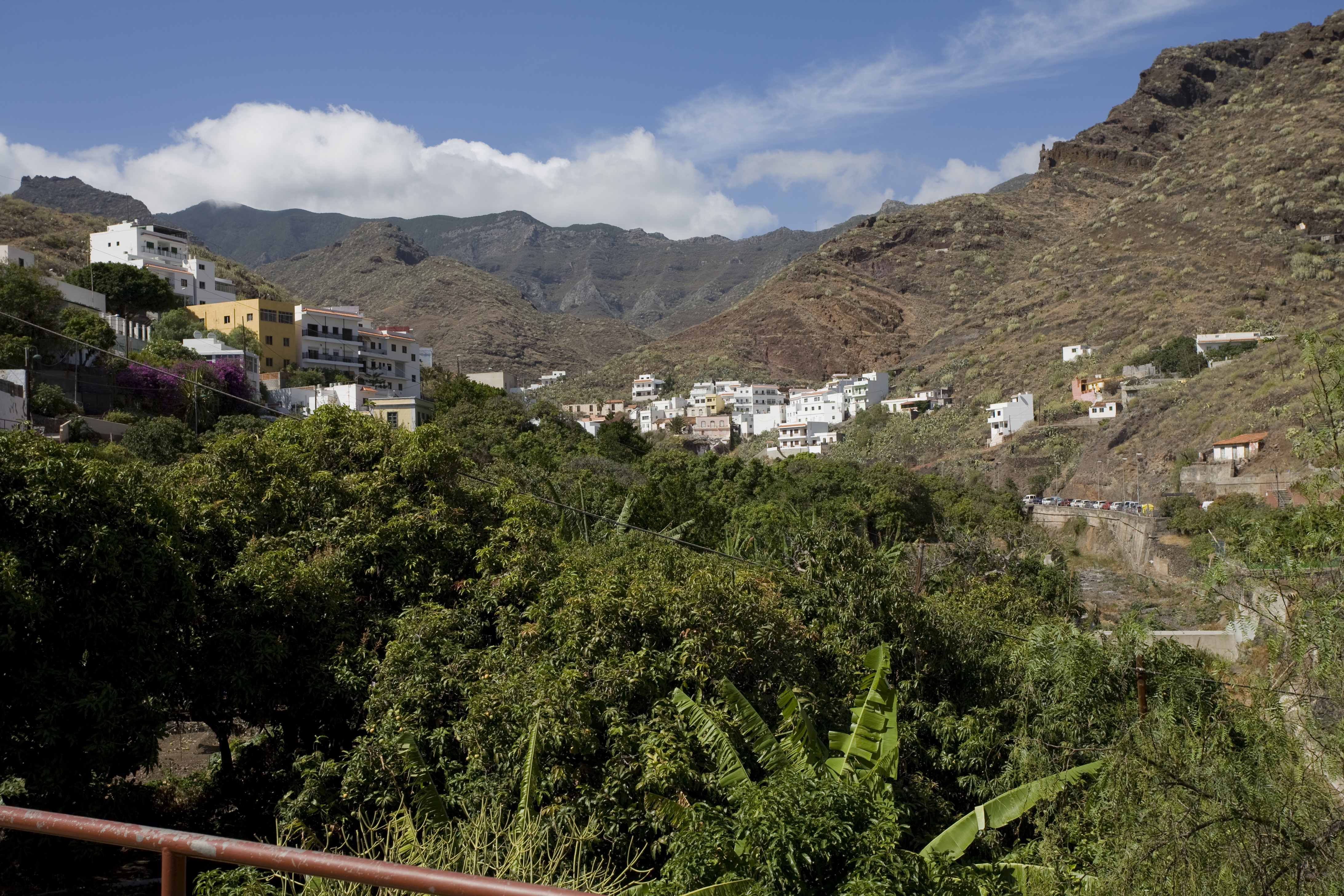
Igueste de San Andrés
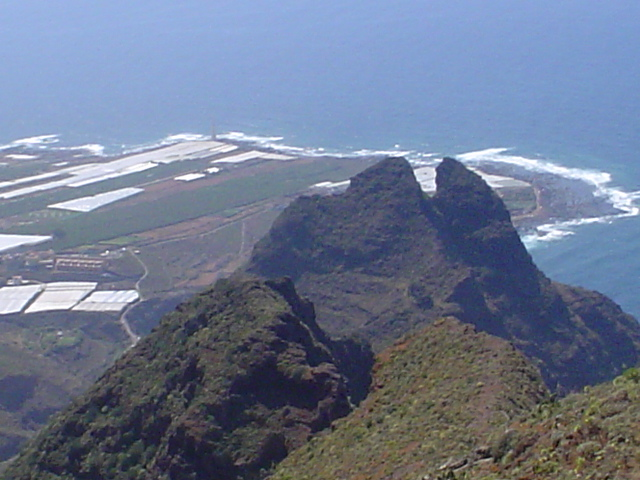
La Punta
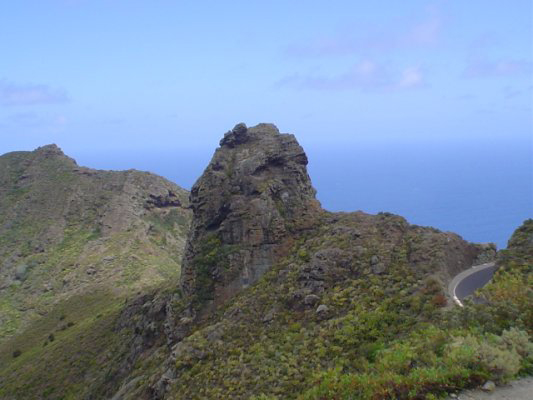
León de Piedra
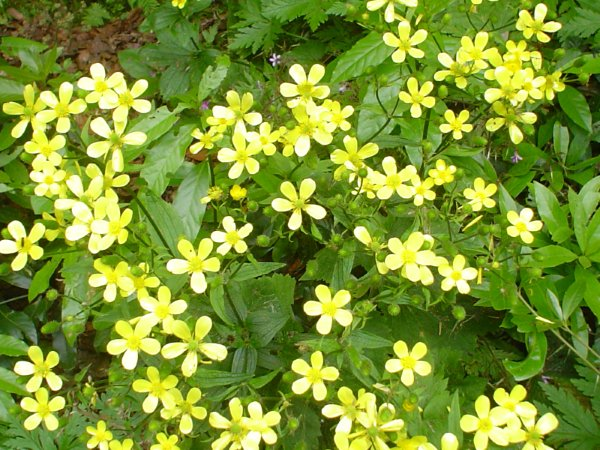
Anaga növényei
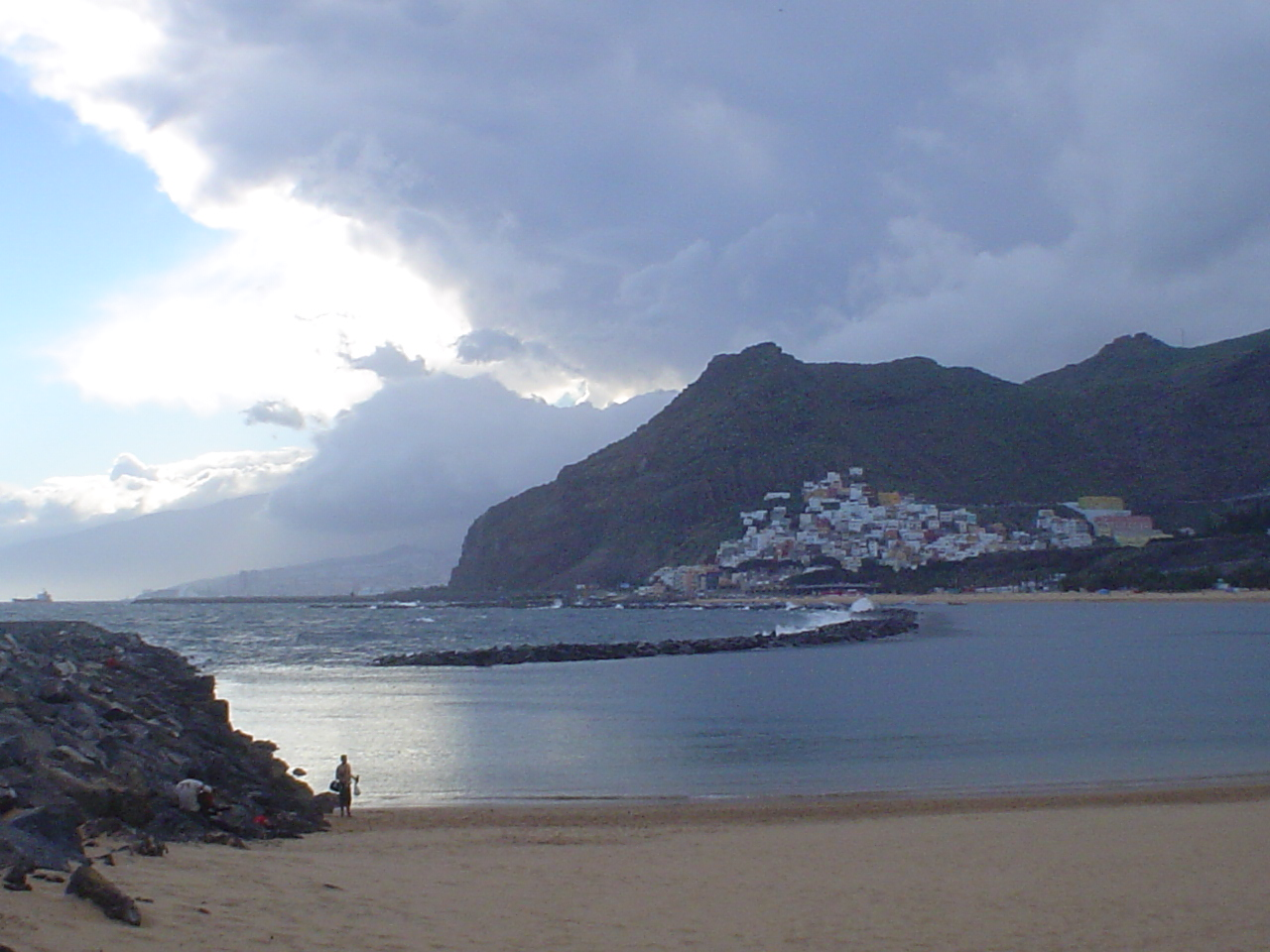
San Andrés látképe a Las Teresitas strandról
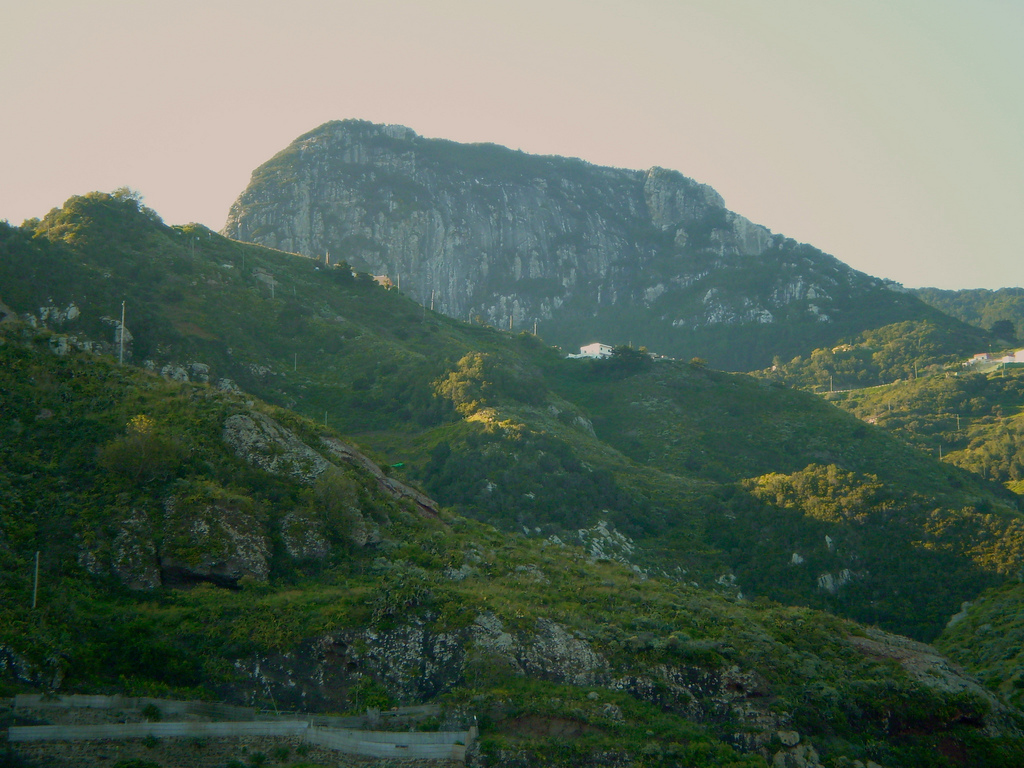
Roque Negro
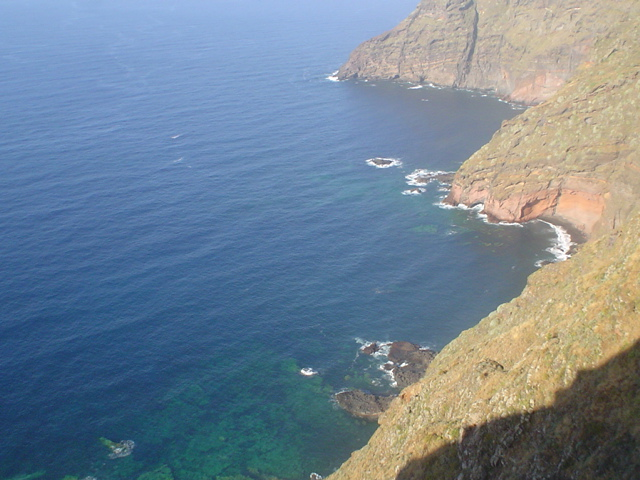
Punta del Frontón
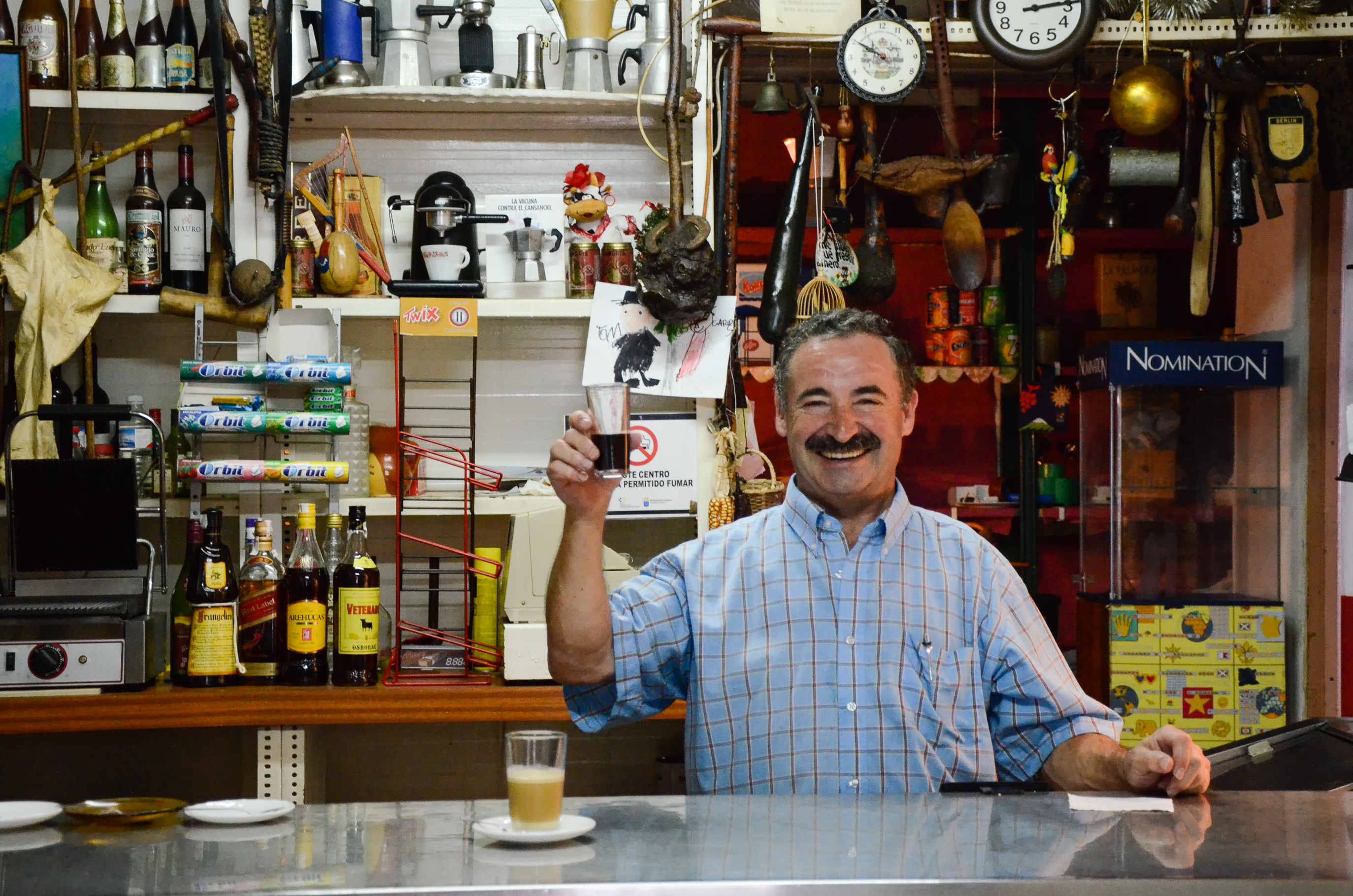
Casa Carlos, Taborno közelében

## Fordítás
- Ez a szócikk részben vagy egészben  a   Macizo de Anaga című angol Wikipédia-szócikk fordításán alapul.  Az eredeti cikk szerkesztőit annak laptörténete sorolja fel. Ez a jelzés csupán a megfogalmazás eredetét és a szerzői jogokat jelzi, nem szolgál a cikkben szereplő információk forrásmegjelöléseként.

## Külső hivatkozások
- Flora of Anaga
- El Bailadero of the witches.[halott link]